# Bent Christensen (réalisateur)
Pour les articles homonymes, voir Bent Christensen.
Bent Christensen est un réalisateur danois né le 28 mai 1929 à Gunderup et mort le 6 janvier 1992 à Keldernæs.

## Filmographie
- 1958 : Pigen og vandpytten
- 1959 : Kærlighedens melodi
- 1959 : Pigen i søgelyset
- 1961 : Harry et son valet
- 1962 : Sømænd og svigermødre
- 1963 : Støvsugerbanden
- 1963 : Syd for Tana River
- 1966 : Naboerne
- 1969 : Mordskab
- 1970 : The Only Way (en)
- 1971 : Hovedjægerne
- 1976 : Spøgelsestoget
- 1977 : Familien Gyldenkål vinder valget
- 1980 : Attentat